# Strada statale 333 di Uscio
La ex strada statale 333 di Uscio (SS 333), ora strada provinciale 333 di Uscio (SP 333), è una strada provinciale italiana che si snoda lungo la valle del torrente Recco collegando il Golfo Paradiso alla val Fontanabuona.

## Percorso
La struttura ha inizio a Recco, sulla costa ligure, dalla strada statale 1 Via Aurelia, e permette il collegamento con l'entroterra collinare; seguendo un tracciato spesso curvilineo e disagevole, la strada risale toccando i comuni di Avegno, di Uscio (che dà il nome alla strada) e Tribogna. Dopo alcuni km in cui assume le caratteristiche di una tipica strada di montagna, giunge infine nella frazione di Gattorna, nel comune di Moconesi, dove si immette sulla strada statale 225 della Val Fontanabuona presso l'omonima valle.
In seguito al decreto legislativo n. 112 del 1998, dal 2001 la gestione è passata dall'ANAS alla Regione Liguria che ha provveduto al trasferimento dell'infrastruttura al demanio della Provincia di Genova e, dal 1º gennaio 2015, alla Città metropolitana di Genova.